# Fußballnationalmannschaft des Russischen Kaiserreiches
Die Fußballnationalmannschaft des Russischen Reiches war die Auswahlmannschaft, die das Russische Kaiserreich von 1910 bis 1914 auf internationaler Ebene vertrat.

## Geschichte
Das Russische Kaiserreich bestritt sein erstes inoffizielles Länderspiel im Oktober 1910 gegen die böhmische Fußballnationalmannschaft und siegte mit 5:4. Zwei Jahre später, im Januar 1912, wurde die Allrussische Fußballunion gegründet, und im selben Jahr trat sie dem Weltfußballverband FIFA bei. Ihr erstes offizielles Länderspiel absolvierte die Mannschaft gegen die finnische Fußballnationalmannschaft in der zweiten Runde der Olympischen Sommerspiele 1912 in Stockholm, das sie mit 1:2 verlor. Obwohl das Russische Reich aus dem Hauptturnier ausschied, nahm es an der Trostrunde gegen das Deutsche Reich teil. Dieses Spiel endete mit einer 16:0-Niederlage, der höchsten Niederlage Russlands gegen eine andere Fußballnationalmannschaft. Der deutsche Spieler Gottfried Fuchs erzielte dabei sogar 10 Tore, ein Rekord, der erst 2001 vom Australier Archie Thompson übertroffen wurde. Etwa 2.000 Zuschauer verfolgten das Spiel im Stadion. Es gab zahlreiche Gerüchte über das Spiel, darunter, dass das russische Team am Vorabend Wodka getrunken habe, aufgrund der Niederlage gegen das zu Russland gehörende Großfürstentum Finnland oder dass die Deutschen Drogen in ihr Essen gemischt hätten. Die deutsche Mannschaft hörte jedoch nach dem 16. Tor auf zu spielen, als der russische Torwart Lew Faworski weinend zwischen den Pfosten gesehen wurde.
Die Allrussische Fußballunion plante neben der Nationalmannschaft auch die Einführung von Ligawettbewerben. Diese Entwicklung wurde jedoch durch den Ausbruch des Ersten Weltkriegs gestoppt. Treffen mit der deutschen und französischen Nationalmannschaft waren für das Frühjahr 1915 geplant, mussten jedoch abgesagt werden. Eine große Anzahl von Spielern fiel im Krieg, während andere nach der Oktoberrevolution 1917 aus dem Land flohen. Die Fußballnationalmannschaft der Sowjetunion wurde im August 1923 gegründet und von der FIFA als Nachfolger der Fußballmannschaft des Russischen Reiches anerkannt, bevor sie sich 1992 als russische Fußballnationalmannschaft neu formierte.
Das Heimtrikot der Mannschaft war dem Design der damaligen Flagge des Russischen Reiches nachempfunden, mit einem orangefarbenen Hemd und schwarzen Hosen. Das Auswärtstrikot war vollständig schwarz. Das orangefarbene Heimtrikot ist eines der ältesten seiner Art und wurde von der russischen Fußballnationalmannschaft getragen, bevor die niederländische Mannschaft bekannt dafür wurde. Nur die Fußballnationalmannschaft vom Oranje-Freistaat hat ein älteres.

## Trainer
- Georgi Djuperron (1910–1913)
- Robert Fulda (1914)

## Rekorde bei den Olympischen Spielen

### Olympische Spiele
| Jahr      | Ergebnis                                | Platz                                   | Spiele                                  | Siege                                   | Unentschieden                           | Niederlagen                             | Tore                                    |
| --------- | --------------------------------------- | --------------------------------------- | --------------------------------------- | --------------------------------------- | --------------------------------------- | --------------------------------------- | --------------------------------------- |
| 1896      | Es wurde kein Fußballturnier abgehalten | Es wurde kein Fußballturnier abgehalten | Es wurde kein Fußballturnier abgehalten | Es wurde kein Fußballturnier abgehalten | Es wurde kein Fußballturnier abgehalten | Es wurde kein Fußballturnier abgehalten | Es wurde kein Fußballturnier abgehalten |
| 1900      | ohne Teilnahme                          | ohne Teilnahme                          | ohne Teilnahme                          | ohne Teilnahme                          | ohne Teilnahme                          | ohne Teilnahme                          | ohne Teilnahme                          |
| 1904      | ohne Teilnahme                          | ohne Teilnahme                          | ohne Teilnahme                          | ohne Teilnahme                          | ohne Teilnahme                          | ohne Teilnahme                          | ohne Teilnahme                          |
| 1908      | ohne Teilnahme                          | ohne Teilnahme                          | ohne Teilnahme                          | ohne Teilnahme                          | ohne Teilnahme                          | ohne Teilnahme                          | ohne Teilnahme                          |
| 1912      | Zweite Runde                            | 11.                                     | 2                                       | 0                                       | 0                                       | 2                                       | 1:18                                    |
| Insgesamt | Insgesamt                               | Insgesamt                               | 2                                       | 0                                       | 0                                       | 2                                       | 1:18                                    |

## Spieleraufzeichnungen
Die Spieleraufzeichnungen enthalten nur offizielle Nationalspieler.
Ab dem 12. Juli 1914

### Rekordspieler
| Rang | Name               | Spiele | Tore | Zeitraum  |
| ---- | ------------------ | ------ | ---- | --------- |
| 1    | Wassili Schitarew  | 8      | 4    | 1912–1914 |
| 2    | Nikita Chromow     | 6      | 0    | 1912–1913 |
| 3    | Wassili Butussow   | 5      | 1    | 1912–1913 |
| 4    | Andrei Akimow      | 4      | 1    | 1912–1913 |
| 4    | Pjotr Sokolow      | 4      | 0    | 1912      |
| 6    | Nikolai Denissow   | 3      | 0    | 1913–1914 |
| 6    | Lew Faworski       | 3      | 0    | 1912      |
| 6    | Dmitri Matrin      | 3      | 0    | 1912–1913 |
| 6    | Alexander Filippow | 3      | 0    | 1912–1914 |
| 6    | Fjodor Rimscha     | 3      | 0    | 1912      |
| 6    | Sergei Romanow     | 3      | 0    | 1913–1914 |
| 6    | Michail Smirnow    | 3      | 0    | 1912      |
| 6    | Iwan Woronzow      | 3      | 0    | 1913–1914 |
| 6    | Michail Jakowlew   | 3      | 0    | 1912–1913 |

### Rekordtorschützen
| Rang | Name              | Tore | Spiele | Zeitraum  |
| ---- | ----------------- | ---- | ------ | --------- |
| 1    | Wassili Schitarew | 4    | 8      | 1912–1914 |
| 2    | Walentin Syssojew | 1    | 1      | 1913      |
| 2    | Alexander Krotow  | 1    | 1      | 1914      |
| 2    | Andrei Akimow     | 1    | 4      | 1912–1913 |
| 2    | Wassili Butussow  | 1    | 5      | 1912–1914 |